# العلاقات البلجيكية الفرنسية
العلاقات البلجيكية الفرنسية هي العلاقات الثنائية التي تجمع بين بلجيكا وفرنسا.

## مقارنة بين البلدين
هذه مقارنة عامة ومرجعية للدولتين:
| وجه المقارنة                                              | بلجيكا                                                                              | فرنسا                                                    |
| --------------------------------------------------------- | ----------------------------------------------------------------------------------- | -------------------------------------------------------- |
| المساحة (كم2)                                             | 30.53 ألف                                                                           | 643.80 ألف                                               |
| عدد السكان (نسمة)                                         | 11.37 مليون                                                                         | 67.12 مليون                                              |
| الكثافة السكانية (ن./كم²)                                 | 372.42                                                                              | 104.26                                                   |
| العاصمة                                                   | بروكسل                                                                              | باريس                                                    |
| اللغة الرسمية                                             | اللغة الهولندية، لغة فرنسية، اللغة الألمانية                                        | لغة فرنسية                                               |
| العملة                                                    | يورو، فرنك بلجيكي                                                                   | يورو، فرنك س ف ب، فرنك فرنسي، Livre tournois ‏            |
| الناتج المحلي الإجمالي (بليون دولار)                      | 492.68 مليار                                                                        | 2.58 تريليون                                             |
| الناتج المحلي الإجمالي (تعادل القوة الشرائية) بليون دولار | 514.74 مليار                                                                        | 2.87 تريليون                                             |
| الناتج المحلي الإجمالي الاسمي للفرد دولار أمريكي          | 40.32 ألف                                                                           | 36.20 ألف                                                |
| الناتج المحلي الإجمالي للفرد دولار أمريكي                 | 43.44 ألف                                                                           | 39.33 ألف                                                |
| مؤشر التنمية البشرية                                      | 0.890                                                                               | 0.888                                                    |
| رمز المكالمات الدولي                                      | +32                                                                                 | +33                                                      |
| رمز الإنترنت                                              | .be                                                                                 | .fr، .bzh ‏، .tf، .re، .wf، .yt، .pm، .paris              |
| المنطقة الزمنية                                           | توقيت وسط أوروبا، ت ع م+01:00، ت ع م+02:00، توقيت وسط أوروبا الصيفي، أوروبا/بروكسل ‏ | أوروبا/باريس ‏، توقيت وسط أوروبا، توقيت وسط أوروبا الصيفي |

## مدن متوأمة
في ما يلي قائمة باتفاقيات التوأمة بين مدن بلجيكية وفرنسية:
- ترتبط غنت مع سانت رافاييل باتفاقية توأمة منذ 1971.[18][19][20][21]
- ترتبط كوكلبرغ [الإنجليزية]‏ مع هييريس باتفاقية توأمة.
- ترتبط Paliseul [الإنجليزية]‏ مع Sauvian [الإنجليزية]‏ باتفاقية توأمة.
- ترتبط Dison [الإنجليزية]‏ مع Audincourt [الإنجليزية]‏ باتفاقية توأمة.
- ترتبط Antoing [الإنجليزية]‏ مع Crépy-en-Valois [الإنجليزية]‏ باتفاقية توأمة.
- ترتبط Wellin [الإنجليزية]‏ مع Fort-Mahon-Plage [الإنجليزية]‏ باتفاقية توأمة.
- ترتبط اودانارد مع أراس باتفاقية توأمة منذ 1972.
- ترتبط Florennes [الإنجليزية]‏ مع لونفي [الإنجليزية]‏ باتفاقية توأمة.
- ترتبط Diest [الإنجليزية]‏ مع أورانج (فوكلوز) باتفاقية توأمة.
- ترتبط Morlanwelz [الإنجليزية]‏ مع لو كينوا باتفاقية توأمة.
- ترتبط سيراين مع دواي باتفاقية توأمة.
- ترتبط سبا (بلجيكا) مع كابورج باتفاقية توأمة.
- ترتبط دينانت مع دينان باتفاقية توأمة.[22]
- ترتبط Frameries [الإنجليزية]‏ مع إيسي ليه مولينو باتفاقية توأمة منذ 1979.
- ترتبط Habay [الإنجليزية]‏ مع لا ترامبلاد [الإنجليزية]‏ باتفاقية توأمة.
- ترتبط Bornem [الإنجليزية]‏ مع Gordes [الإنجليزية]‏ باتفاقية توأمة.
- ترتبط Chimay [الإنجليزية]‏ مع كونفلانز -سانت -هونورين باتفاقية توأمة.
- ترتبط نامور مع بورغ أون بريس باتفاقية توأمة.
- ترتبط Rixensart [الإنجليزية]‏ مع لو توكيه باتفاقية توأمة.
- ترتبط Mettet [الإنجليزية]‏ مع دينين باتفاقية توأمة.
- ترتبط Court-Saint-Étienne [الإنجليزية]‏ مع Vaujours [الإنجليزية]‏ باتفاقية توأمة.
- ترتبط Braine-le-Comte [الإنجليزية]‏ مع Braine, Aisne [الإنجليزية]‏ باتفاقية توأمة.
- ترتبط Thuin [الإنجليزية]‏ مع Bletterans [الإنجليزية]‏ باتفاقية توأمة.
- ترتبط Hamoir [الإنجليزية]‏ مع Saulxures-sur-Moselotte [الإنجليزية]‏ باتفاقية توأمة.
- ترتبط كورتريك مع سان كلو باتفاقية توأمة منذ 1964.
- ترتبط Gouvy [الإنجليزية]‏ مع Suze-la-Rousse [الإنجليزية]‏ باتفاقية توأمة.
- ترتبط هيرستال مع أليس (فرنسا) باتفاقية توأمة.
- ترتبط Écaussinnes-Lalaing  [لغات أخرى]‏ مع Lallaing [الإنجليزية]‏ باتفاقية توأمة منذ 1 يونيو 2000.
- ترتبط أوستكامب [الإنجليزية]‏ مع شومونت،هوت مارن باتفاقية توأمة.
- ترتبط Zulte [الإنجليزية]‏ مع Halluin [الإنجليزية]‏ باتفاقية توأمة.
- ترتبط Bastogne [الإنجليزية]‏ مع Tulette [الإنجليزية]‏ باتفاقية توأمة.
- ترتبط Flobecq [الإنجليزية]‏ مع Cairanne [الإنجليزية]‏ باتفاقية توأمة.
- ترتبط آرلون مع Hayange [الإنجليزية]‏ باتفاقية توأمة.
- ترتبط أنتويرب مع مارسيليا باتفاقية توأمة منذ 1963.
- ترتبط هوفاليز مع Saint-Pair-sur-Mer [الإنجليزية]‏ باتفاقية توأمة.
- ترتبط شاتليه [الإنجليزية]‏ مع Vimoutiers [الإنجليزية]‏ باتفاقية توأمة.
- ترتبط Montigny-le-Tilleul [الإنجليزية]‏ مع فانسن باتفاقية توأمة.
- ترتبط أوكَل مع نويي-سور-سين باتفاقية توأمة.
- ترتبط Leignon [الإنجليزية]‏ مع Meursault [الإنجليزية]‏ باتفاقية توأمة.
- ترتبط Pepinster [الإنجليزية]‏ مع أفالون (فرنسا) باتفاقية توأمة.
- ترتبط Couvin [الإنجليزية]‏ مع مونبارد باتفاقية توأمة.
- ترتبط Beauraing [الإنجليزية]‏ مع Seurre [الإنجليزية]‏ باتفاقية توأمة.
- ترتبط Silly, Belgium [الإنجليزية]‏ مع Troarn [الإنجليزية]‏ باتفاقية توأمة منذ 1993.
- ترتبط Nivelles [الإنجليزية]‏ مع سانتس باتفاقية توأمة.
- ترتبط Ottignies-Louvain-la-Neuve [الإنجليزية]‏ مع جاسان-غيوتيير باتفاقية توأمة.
- ترتبط Aywaille [الإنجليزية]‏ مع شاتيون باتفاقية توأمة.
- ترتبط تو [الإنجليزية]‏ مع تيراسون لافيليديو باتفاقية توأمة.
- ترتبط Philippeville [الإنجليزية]‏ مع سوليو [الإنجليزية]‏ باتفاقية توأمة.
- ترتبط Herentals [الإنجليزية]‏ مع Cosne-Cours-sur-Loire [الإنجليزية]‏ باتفاقية توأمة.
- ترتبط Eeklo [الإنجليزية]‏ مع Bagnols-sur-Cèze [الإنجليزية]‏ باتفاقية توأمة.
- ترتبط Malmedy [الإنجليزية]‏ مع بوون باتفاقية توأمة.
- ترتبط Saint-Ghislain [الإنجليزية]‏ مع سان لو باتفاقية توأمة.
- ترتبط توبيز مع Mirande [الإنجليزية]‏ باتفاقية توأمة.
- ترتبط ألتير مع لاكروز باتفاقية توأمة.
- ترتبط آندرلخت مع بولون-بيانكور باتفاقية توأمة.
- ترتبط إيكسل مع بياريتز باتفاقية توأمة.
- ترتبط شارلوروا مع سيليستات باتفاقية توأمة منذ 1970.
- ترتبط Bertrix [الإنجليزية]‏ مع Charmes, Vosges [الإنجليزية]‏ باتفاقية توأمة.
- ترتبط Braine-l'Alleud [الإنجليزية]‏ مع ألونسون باتفاقية توأمة.
- ترتبط Auvelais [الإنجليزية]‏ مع Pont-Sainte-Maxence [الإنجليزية]‏ باتفاقية توأمة.
- ترتبط تيلت [الإنجليزية]‏ مع بريجنول باتفاقية توأمة.
- ترتبط سينت نيكلاس مع كولمار باتفاقية توأمة.
- ترتبط يبر مع سان أومير باتفاقية توأمة.
- ترتبط Andenne [الإنجليزية]‏ مع شوني باتفاقية توأمة.
- ترتبط واترلو مع رامبوييه باتفاقية توأمة.
- ترتبط Gembloux [الإنجليزية]‏ مع إبنال باتفاقية توأمة.
- ترتبط هاله مع Mouvaux [الإنجليزية]‏ باتفاقية توأمة.
- ترتبط Estaimpuis [الإنجليزية]‏ مع ليرز باتفاقية توأمة.
- ترتبط واترميل بوآتسفور [الإنجليزية]‏ مع شانتيه باتفاقية توأمة.
- ترتبط مالديخيم مع إرمونت باتفاقية توأمة.
- ترتبط لوفان مع رين باتفاقية توأمة منذ 1984.[23][23][23][23]
- ترتبط Martelange [الإنجليزية]‏ مع Bussières, Saône-et-Loire [الإنجليزية]‏ باتفاقية توأمة.
- ترتبط Fleurus [الإنجليزية]‏ مع كويرون [الإنجليزية]‏ باتفاقية توأمة.
- ترتبط Grandrieu  [لغات أخرى]‏ مع Grandrieu [الإنجليزية]‏ باتفاقية توأمة.
- ترتبط Overijse [الإنجليزية]‏ مع ماكون باتفاقية توأمة.
- ترتبط Mouscron [الإنجليزية]‏ مع فيكامب باتفاقية توأمة.
- ترتبط Menen [الإنجليزية]‏ مع Halluin [الإنجليزية]‏ باتفاقية توأمة.
- ترتبط Rouvroy, Belgium [الإنجليزية]‏ مع دول (فرنسا) باتفاقية توأمة.
- ترتبط فيرفييتوا مع روبيه باتفاقية توأمة.
- ترتبط زيلزاته مع أوبيناس باتفاقية توأمة.
- ترتبط Péruwelz [الإنجليزية]‏ مع باراي فيي بوست باتفاقية توأمة.
- ترتبط تورناي مع تروا باتفاقية توأمة.
- ترتبط Diksmuide [الإنجليزية]‏ مع Ploemeur [الإنجليزية]‏ باتفاقية توأمة.
- ترتبط لا لوفيير مع سان مور ديه فوسيه باتفاقية توأمة.
- ترتبط هوي مع كومبيين باتفاقية توأمة.
- ترتبط ناسوجني [الإنجليزية]‏ مع Martel, Lot [الإنجليزية]‏ باتفاقية توأمة.
- ترتبط Middelkerke [الإنجليزية]‏ مع ابيرناي باتفاقية توأمة.
- ترتبط بوسو [الإنجليزية]‏ مع آبت باتفاقية توأمة.
- ترتبط رنز مع Saint-Valery-sur-Somme [الإنجليزية]‏ باتفاقية توأمة منذ 1971.
- ترتبط Marcinelle [الإنجليزية]‏ مع هيرسون باتفاقية توأمة.
- ترتبط اوسدان-زولده مع هيسدين باتفاقية توأمة.
- ترتبط إيتربيك مع فونتوني سو بوا باتفاقية توأمة منذ 4 يونيو 1972.
- ترتبط Soignies [الإنجليزية]‏ مع أزبروك باتفاقية توأمة.
- ترتبط Marchin [الإنجليزية]‏ مع Senones, Vosges [الإنجليزية]‏ باتفاقية توأمة.
- ترتبط Izegem [الإنجليزية]‏ مع بيليول باتفاقية توأمة.
- ترتبط كورني مع مارك إن برول باتفاقية توأمة.
- ترتبط Vielsalm [الإنجليزية]‏ مع Bruyères [الإنجليزية]‏ باتفاقية توأمة.
- ترتبط Chiny [الإنجليزية]‏ مع Connaux [الإنجليزية]‏ باتفاقية توأمة.
- ترتبط لياج مع ليل باتفاقية توأمة منذ 1955.
- ترتبط Durbuy [الإنجليزية]‏ مع Saint-Amour-Bellevue [الإنجليزية]‏ باتفاقية توأمة.
- ترتبط Waremme [الإنجليزية]‏ مع Gérardmer [الإنجليزية]‏ باتفاقية توأمة.

## منظمات دولية مشتركة
يشترك البلدان في عضوية مجموعة من المنظمات الدولية، منها:
| علم المنظمة | اسم المنظمة                                  | تاريخ انضمام بلجيكا | تاريخ انضمام فرنسا |
| ----------- | -------------------------------------------- | ------------------- | ------------------ |
|             | اتفاقية السماوات المفتوحة                    | ?                   | ?                  |
|             | منظمة التجارة العالمية                       | ?                   | 1995               |
|             | Organisation for Joint Armament Cooperation ‏ | ?                   | ?                  |
|             | حلف شمال الأطلسي                             | 4 أبريل 1949        | 4 أبريل 1949       |
|             | الاتحاد الدولي للاتصالات                     | 1866                | 1866               |
|             | مجلس أوروبا                                  | ?                   | 5 مايو 1949        |
|             | وكالة الفضاء الأوروبية                       | ?                   | 30 أكتوبر 1980     |
|             | مجموعة أستراليا                              | 1985                | 1985               |
|             | المنظمة الأوروبية لسلامة الملاحة الجوية      | 1960                | 1960               |
|             | الاتحاد الأوروبي                             | 25 مارس 1957        | 25 مارس 1957       |
|             | الاتحاد البريدي العالمي                      | ?                   | ?                  |
|             | مؤسسة التنمية الدولية                        | 2 يوليو 1964        | 30 ديسمبر 1960     |
|             | وكالة ضمان الاستثمار متعدد الأطراف           | 18 سبتمبر 1992      | 28 ديسمبر 1989     |
|             | منظمة الشرطة الجنائية الدولية                | ?                   | ?                  |
|             | المنظمة الهيدروغرافية الدولية                | ?                   | ?                  |
|             | البنك الإفريقي للتنمية                       | ?                   | ?                  |
|             | مجموعة الموردين النوويين                     | ?                   | ?                  |
|             | مركز تنسيق الحركة في أوروبا ‏                 | ?                   | ?                  |
|             | European Air Transport Command ‏              | ?                   | 1 يوليو 2010       |
|             | الأمم المتحدة                                | 27 ديسمبر 1945      | 24 أكتوبر 1945     |
|             | منظمة التعاون الاقتصادي والتنمية             | ?                   | 7 أغسطس 1961       |
|             | اتحاد المدفوعات الأوروبي ‏                    | ?                   | ?                  |
|             | المرصد الأوروبي الجنوبي                      | 1962                | 1962               |
|             | يونسكو                                       | 29 نوفمبر 1946      | 4 نوفمبر 1946      |
|             | الجماعة الأوروبية للفحم والصلب               | 1951                | 1951               |
|             | منظمة حظر الأسلحة الكيميائية                 | ?                   | ?                  |
|             | نظام تحكم تكنولوجيا القذائف                  | 1990                | 1987               |
|             | مؤسسة التمويل الدولية                        | 27 ديسمبر 1956      | 20 يوليو 1956      |
|             | بنك التنمية الآسيوي                          | 1966                | 1970               |
|             | البنك الدولي للإنشاء والتعمير                | 27 ديسمبر 1945      | 27 ديسمبر 1945     |
|             | الفريق المعني برصد الأرض                     | ?                   | ?                  |
|             | الوكالة الدولية للطاقة                       | ?                   | ?                  |
|             | منظمة الأمن والتعاون في أوروبا               | 25 يونيو 1973       | 25 يونيو 1973      |
|             | المركز الدولي لتسوية المنازعات الاستشارية    | 26 سبتمبر 1970      | 20 سبتمبر 1967     |

## أعلام
هذه قائمة لبعض الشخصيات التي تربطها علاقات بالبلدين:
- بيبان القصير (715[36] – 24 سبتمبر 768)
- جودفري (1060[37] – 18 يوليو 1100)
- جول بيانكي (سائق سيارة سباق فرنسي، 3 أغسطس 1989 – 17 يوليو 2015)
- جوني هوليداي (15 يونيو 1943[38][39][40] – 6 ديسمبر 2017[38][39][40])
- دافيد غيتا (7 نوفمبر 1967[41] – )
- ستيفن ملك إنجلترا (ملك سابق في إنكلترا، 1095 – 25 أكتوبر 1154)
- سيزار فرانك (10 ديسمبر 1822[42][43][44] – 8 نوفمبر 1890[42][43][45])
- شارل مارتيل (سياسي فرنسي، 688 – 22 أكتوبر 741)
- فيليب الأول ملك قشتالة (23 يونيو 1478 – 25 سبتمبر 1506)
- كارلوس الخامس (إمبراطور روماني مقدس وملك إسبانيا ودوق بورغندي، 24 فبراير 1500[46] – 21 سبتمبر 1558[46])
- كلوفيس الأول (الملك الأول من الفرنجة (ج 466-511)، 466[47][48] – 27 نوفمبر 511)
- لويس الثامن ملك فرنسا (5 سبتمبر 1187 – 8 نوفمبر 1226[49][50])
- ليوبولد الثاني ملك بلجيكا (رائد أعمال وملك ومستعمر بلجيكي، 9 أبريل 1835[51][52][53] – 17 ديسمبر 1909[51][52][53])
- مارجريت يورسنار (كاتبة فرنسية، 8 يونيو 1903[54][55][56] – 17 ديسمبر 1987[54][55][56])
- موريس شيفالييه (12 سبتمبر 1888[57][58][59] – 1972[57][58][60])

## وصلات خارجية
- موقع وزارة الخارجية البلجيكية
- موقع وزارة الخارجية الفرنسية